# Theodorovia karakuschensis
Theodorovia karakuschensis är en klockväxtart som först beskrevs av Aleksandr Alfonsovitj Grossgejm, och fick sitt nu gällande namn av Alfred Alekseevich Kolakovsky. Theodorovia karakuschensis ingår i släktet Theodorovia och familjen klockväxter. Inga underarter finns listade i Catalogue of Life.